# Schloss Schollene

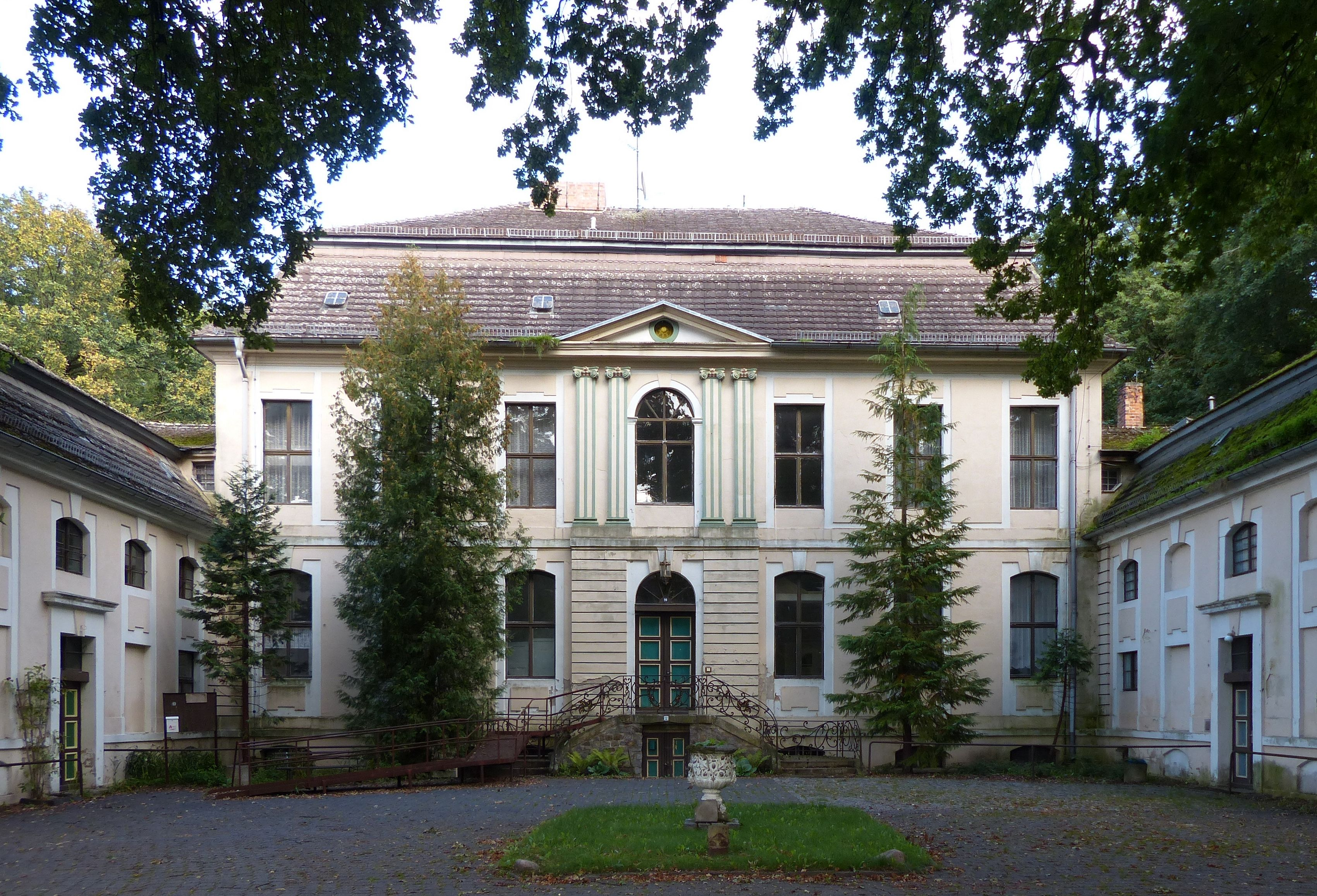
Schloss Schollene

Schloss Schollene ist ein im 18. Jahrhundert errichtetes Rokokoschloss in Schollene im Landkreis Stendal in Sachsen-Anhalt.

## Geschichte
Das Schloss wurde 1752 im Stil des Rokoko mit klassizistischen Tendenzen von Friedrich Wilhelm von Printzen erbaut, es wirkten Berliner Baumeister aus der Nachfolge Andreas Schlüters und Jean de Bodts mit.
Das Schloss ging 1773 durch Heirat von Sophie von Printzen und Graf Wilhelm Friedrich von Wartensleben an die Grafen von Wartensleben über. Nach dem Tod des Ehemannes verwaltete Sophie von Printzen das Gut für ihren Sohn Graf Ludwig Christian von Wartensleben. Das Gut samt Schloss blieb bis 1839 im Besitz der Grafen von Wartensleben und wurde 1840 an die Freiherren von der Hagen auf Hohennauen verkauft.
Im Jahre 1860 wurde es an Udo III. von Alvensleben weiterveräußert. Nach dem Tod des Vaters 1910 ging der Besitz an den Sohn Alkmar von Alvensleben über. Das Schloss blieb bis zur Bodenreform 1945 Eigentum der Familie von Alvensleben. Nach der Enteignung wurde das Schloss zur Aufnahme von Flüchtlingen und Vertrieben aus Ost- und Westpreußen, Danzig, Pommern, Schlesien und dem Sudetenland genutzt. Das Schloss wurde danach als Krankenhaus und später als Seniorenheim sowie Arzt- und Zahnarztpraxis genutzt. Nachdem zuletzt die Arztpraxis das Schloss verlassen hat, steht es derzeit leer.